# Skopje Fest 2014
Das Skopje Fest 2014 (maz: Скопски фестивал 2014) war der mazedonische Vorentscheid zum Eurovision Song Contest 2015. Er fand am 12. November 2014 statt. Der Gewinner des Wettbewerbs war Daniel Kajmakoski mit dem Lied Lisija esenski und vertrat daher Mazedonien beim ESC 2015 in Wien.

## Hintergrund
Das mazedonische Fernsehen MRT bestätigte im Juli 2014 die Teilnahme Mazedoniens am Eurovision Song Contest 2015 in Wien. Im Gegensatz zu den Vorjahren, wo der Teilnehmer intern von MRT ausgewählt wurde, entschied man sich 2015, einen nationalen Vorentscheid zu organisieren.

## Finale
Die Abstimmung erfolgte jeweils durch 50 Prozent Jury- und Televoting. MRT lud Jurys aus sieben Ländern ein, um ihre Stimmen abzugeben. In jeder Jury saßen jeweils 5 Juroren. Pausenfüller waren Karolina Gočeva und Kaliopi.
| Startnummer | Interpret                               | Lied              | Punkte | Platzierung |
| ----------- | --------------------------------------- | ----------------- | ------ | ----------- |
| 1.          | Lena Zatkoska                           | Alo               | 0      | 14          |
| 2.          | Tanja Carovska                          | Ako mi se vratiš  | 5      | 10          |
| 3.          | Daniel Kajmakoski                       | Lisija esenski    | 22     | 1           |
| 4.          | Vera Janković                           | Se plašam         | 0      | 14          |
| 5.          | Risto Samardziev & Vlatko Ilievski      | Sever-Jug         | 0      | 14          |
| 6.          | Evgenija Čančanola                      | Da ne te sakam    | 18     | 3           |
| 7.          | Aleksandra Mihova                       | Srce čuva spomeni | 0      | 14          |
| 8.          | Lidija Kočovska & Marjan Stojanovski    | Sonce niz oblaci  | 0      | 14          |
| 9.          | Joce Panov                              | Ni lj od ljubovta | 5      | 11          |
| 10.         | Goran Naumovski & Sanja Kerkez          | Mig bez tebe      | 0      | 14          |
| 11.         | Aleksandar Tarabunov & Toni Mihajlovski | Marija            | 8      | 5           |
| 12.         | Aleksandra Janeva                       | Vo tvojot svet    | 6      | 9           |
| 13.         | Miyatta                                 | Zaljuben          | 2      | 12          |
| 14.         | Tamara Todevska                         | Brod što tone     | 20     | 2           |
| 15.         | Sanja Gjosevska                         | Sakam da letam    | 6      | 8           |
| 16.         | Nade Talevska                           | Znam              | 7      | 6           |
| 17.         | Viktorija Loba                          | Edna edinstvena   | 7      | 7           |
| 18.         | Verica Pandilovska                      | Samo za tebe      | 0      | 14          |
| 19.         | Nina Janeva                             | Bluz za…          | 2      | 13          |
| 20.         | Dimitar Andonovski                      | Se što ti vetiv   | 8      | 4           |